# Emmy Award
Emmy Award (svenska: Emmypriset) är ett amerikanskt pris som delas ut till TV-produktioner. Emmypriset kan ses som tv-världens motsvarighet till biofilmernas Oscar. Priserna delas ut av Academy of Television Arts & Sciences (ATAS), National Academy of Television Arts & Sciences (NATAS) och International Academy of Television Arts & Sciences.
Emmy Award är egentligen flera priser som delas ut i olika kategorier på flera galor i USA. Det äldsta och mest glamorösa priset är Primetime Emmy Award som har delats ut sedan 1949 till program som sänds under kvällstid. Sedan 1974 finns ett särskilt Daytime Emmy Award för program som sänds på dagtid. 
Utöver dessa finns särskilda Emmy Awards för sportrelaterade program, tekniker och internationella program och flera regionala galor.
Galan sänds i Sverige på TV4:s streamingtjänst TV4 Play.

## Historia
Academy of Television Arts & Sciences (ATAS) från Los Angeles startade Emmy Awards som en del i att stärka sitt anseende och få publicitet. Namnet Emmy valdes som en feminisering av immy, ett smeknamn som användes för orthicon-tuber som var vanligt förekommande i tidiga tv-kameror. För att komplettera namnet designades prisstatyetten som en bevingad kvinna som håller en atom. Den är tänkt att symbolisera tv-akademiens mål att stötta och lyfta fram konsten och vetenskapen inom televisionen: vingarna representerar konstens musa, atomen symboliserar vetenskapen.
Den första Emmygalan ägde rum den 25 januari 1949 på Hollywood Athletic Club. Den var dock endast för tv-produktioner som producerats och sänts lokalt i Los Angeles-området. Shirley Dinsdale fick äran att mottaga det allra första Emmypriset, för "Most Outstanding Television Personality" under den första prisutdelningsceremonin.
På 1950-talet expanderade ATAS Emmy-galan till ett nationellt evenemang, där priserna delades ut till program som sänts nationellt. 1955 bildades National Academy of Television Arts and Sciences (NATAS) i New York som en systerorganisation för att hjälpa medlemmar på östkusten, och för att hjälpa till med att övervaka Emmypriserna. NATAS kom att grunda regionala avdelningar i hela USA, som var och en utvecklade sina egna lokala galor för lokala tv-program.
Från början hölls en Emmygala per år för TV-program som sänts i USA. Detta ändrades när Daytime Emmy Awards, en separat gala specifikt för tv-program som sändes dagtid, kom till 1974. Efter det kom det snart fler områdesspecifika Emmygalor. International Emmy Awards, som uppmärksammar tv-program som producerats och initialt sänts utanför USA, startades under det tidiga 1970-talet.
På grund av konflikter beslutade ATAS och NATAS sig 1977 för att gå skilda vägar. De enades dock om att dela ägandet av prisstatyetterna och varumärket och gemensamt ansvara för att administrera galorna.

## Lokala ceremonier
Emmygalor hålls på flera ställen på lokal nivå. Dessa hålls då årligen vid olika tillfällen under året för olika orter. Alla dessa har sina egna nominerings- och röstprocesser. Varje ceremoni har även sina egna kategorier, och det är inte ovanligt att de har flera med samma namn (till exempel Primetime Emmy för "Outstanding Drama Series" och Daytime Emmy för "Outstanding Drama Series").

### Fotnoter
1. ↑  ”Emmy awards” (på engelska). BBC. 17 september 2007. http://www.bbc.co.uk/worldservice/learningenglish/newsenglish/witn/2007/09/070917_emmy.shtml. Läst 18 december 2015.
2. ↑  ”TV4 sänder Emmygalan”. Aftonbladet. https://www.aftonbladet.se/a/mRaL3v. Läst 17 september 2019.